# Nitrofurantoină
Nitrofurantoina este un chimioterapic antimicrobian din clasa derivaților de nitrofuran și este utilizată în tratamentul infecțiilor de tract urinar, acute și necomplicate, în special cistite. Singura cale de administrare este orală, efectul fiind unul sistemic (prezintă o absorbție bună la nivelul intestinului). Principalele efecte adverse sunt greața, pierderea apetitului, diareea și durerile de cap.
Nitrofurantoina este comercializată începând cu anul 1953. Se află pe lista medicamentelor esențiale ale Organizației Mondiale a Sănătății. Este disponibil sub formă de medicament generic.

## Utilizări medicale

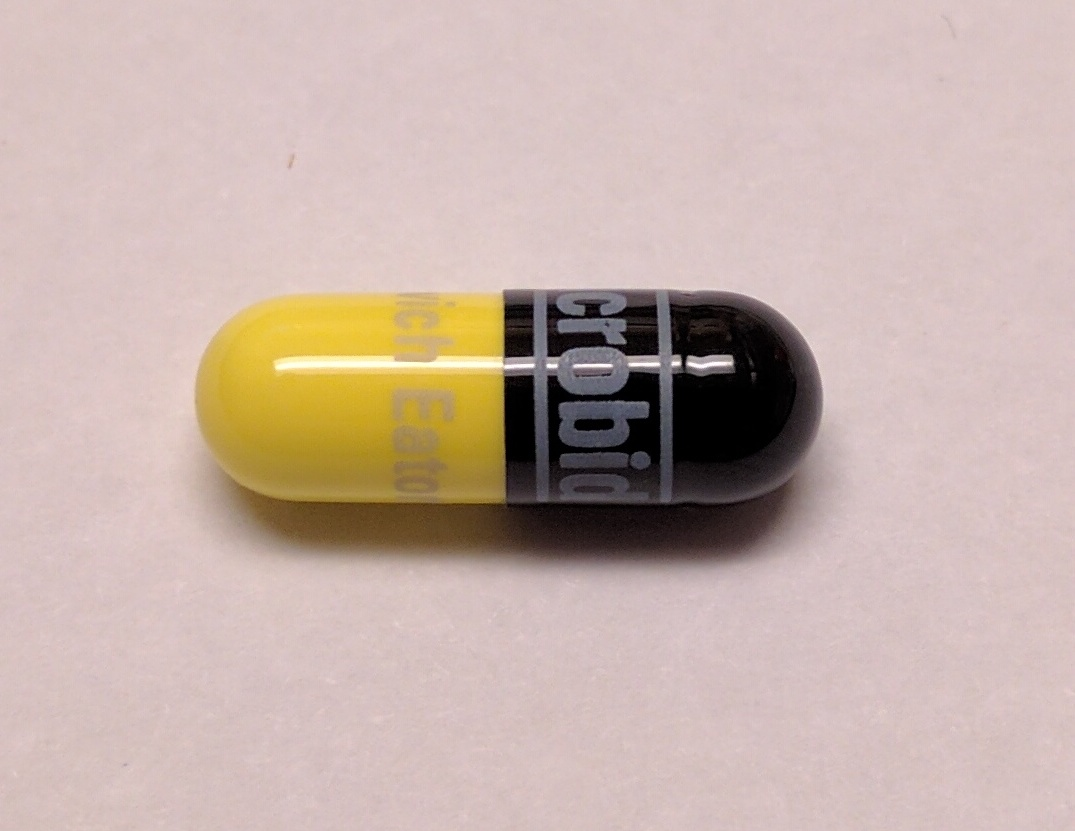
Capsulă de Macrobid, 100 mg

Nitrofurantoina este indicată în tratamentul infecțiilor urinare acute și necomplicate (cistite, pielonefrite, etc) și pentru profilaxia de durată a infecțiilor urinare recurente, produse de germeni sensibili.
Creșterea semnificată a fenomenului de rezistență la antibiotice, în special față de anumite antibiotice, precum fluorochinolone sau trimetoprim/sulfametoxazol, a dus la creșterea interesului față de nitrofurantoină. Acest medicament prezintă anumite avantaje, precum nivelul scăzut de rezistență al patogenilor și eficacitatea foarte bună în tratamentul infecțiilor de tract urinar; de aceea, este un tratament de primă linie recomandat pentru infecțiile urinare necomplicate, atât în Statele Unite, cât și în Europa.
Nitrofurantoina nu este recomandată în tratamentul prostatitelor, și a abceselor intra-abdominale, din cauza faptului că prezintă o permeabilitate foarte slabă la nivelul acestor țesuturi.

### Spectru antibacterian
Nitrofurantoina prezintă activitate asupra următoarelor bacterii:
- Escherichia coli
- Staphylococcus saprophyticus
- Enterococcus faecalis
- Staphylococcus aureus
- Streptococcus agalactiae
- Citrobacter sp.
- Klebsiella sp.
- Bacillus subtilis

Rezistența la antibiotice depinde de zona geografică, însă la nitrofurantoină sunt în generale rezistente următoarele bacterii:
- Enterobacter
- Proteus
- Pseudomonas
- Providencia
- Serratia

### În sarcină
Nitrofurantoina se află în categoria B de sarcină în State Unite și în categoria A în Australia. Este unul dintre puținele antibiotice utilizate frecvent și sigur în tratamentul infecțiilor de tract urinar la femeile însărcinate. Totuși, este contraindicată în ultima perioadă a sarcinii, deoarece prezintă un risc de inducere a anemiei hemolitice la făt.

## Farmacologie
Nitrofurantoina este un derivat de 5-nitrofuran, cu proprietăți antibacteriene, fiind activă față de majoritatea germenilor cauzatori ai infecțiilor de tract urinar.
Rezistența la nitrofurantoină poate să fie de cauză cromozomială sau poate fi mediată prin plasmide și presupune dezvoltarea unor metode de a inhiba nitrofuran-reductaza.  Acquired resistance in E. coli continues to be rare.

### Farmacocinetică
Nitrofurantoina se concentrează majoritar în urină. Pentru o doză orală de 100 mg, concentrațiile plasmatice sunt de obicei mai mici de 1 µg/ml, în timp ce în urnă pot atinge 200 µg/ml.
La concentrații mai mari de 100 μg/ml în urină, nitrofurantoina acționează ca bactericid. Efectul bacteriostatic se manifestă asupra majorității bacteriilor susceptibile la concentrații mai mici de 32 μg/ml.
Nitrofurantoina și metaboliții săi sunt excretați majoritar la nivel renal. În cazul insuficienței renale, concentrațiile urinare ale compusului pot fi sub-terapeutice, astfel că nu se recomandă utilizarea sa la pacienții cu un clearance al creatininei sub 60 ml/min sau mai mic (deși există studii care nu contraindică utilizarea sa în aceste cazuri).

### Mecanism de acțiune
Nitrofurantoina își manifestă efectul antibacterian prin distrugerea ADNului bacterian, prin intermediul formei sale reduse care este extrem de reactivă. Acest fapt este posibil datorită reducerii rapide a nitrofurantoinei doar în interiorul celulei bacteriene, proces care se realizează sub acțiunea unor flavoproteine (nitrofuran-reductaze). Compușii reactivi obținuți atacă proteinele ribozomale, AND-ul, respirația celulară, metabolismul piruvatului și alte macromolecule din celula bacteriană.